# Neuf de Bali
Les neuf de Bali ou le groupe des neuf de Bali est le nom donné à un groupe de neuf Australiens arrêtés le 17 avril 2005 à Denpasar, à Bali, en Indonésie, pour la planification de contrebande de 8,3 kg d'héroïne à partir de l'Indonésie vers l'Australie.
Si-Yi Chen, Michael Czugaj, Renae Lawrence, Tan Duc Thanh Nguyen, Matthew Norman, Scott Rush et Martin Stephens, sont condamnés à la prison à vie, alors que les deux leaders du « groupe des neuf » Andrew Chan (en) et Myuran Sukumaran (en),, sont condamnés à la peine de mort en Indonésie. Après avoir été dans le couloir de la mort, ils font partie du groupe de huit personnes dont l’exécution a lieu la nuit du 29 avril 2015.
Le 10 décembre 2014, lors d'un discours à des étudiants à l'université Gadjah Mada, le président indonésien Joko Widodo confirma son refus de gracier les prisonniers voués à l’exécution, et déclara qu'aucune pitié ou grâce ne seraient accordées pour les infractions liées à la drogue. Le 30 décembre 2014, l’appel à la clémence de Myuran Sukumaran fut rejetée officiellement, et le plaidoyer de Andrew Chan à la clémence fut rejeté le 22 janvier 2015. Les prisonniers avaient alors déjà passé presque 10 ans en prison, lors de cette annonce.
Malgré la mobilisation internationale, le 29 avril, Andrew Chan et Myuran Sukumaran ont été exécutés par fusillade, peu après minuit, heure locale, au complexe pénitentiaire de l'île isolée de Nusa Kambangan, ainsi que 6 autres condamnés à mort.

## Controverse post-exécution
Le rôle de la police australienne est mis en cause, car elle a renseigné et déclenché ces arrestations. En effet, il aurait été préférable d’interpeller les trafiquants à leur arrivée en Australie afin d'éviter la peine capitale.
Selon le groupe de presse australien Fairfax Media, le 27 avril 2015, des informations firent jour qui mettent en question les conditions du procès qui semblent de plus en plus opaques, et des éléments de corruption, plus exactement des pots-de-vin versés aux magistrats indonésiens, afin de réduire les sentences à moins de 20 ans de prison. La somme demandée à l'avocat était de $130.000 dollars australiens (71.000 euros), mais l'accord échoua deux semaines avant le prononcé de la sentence, car davantage d'argent était demandé. Julie Bishop, la ministre des Affaires étrangères de l'Australie s'est exprimée sur ces allégations impliquant la remise en question de l'intégrité du processus judiciaire.

## Tensions diplomatiques
Selon le journal Sydney Morning Herald, Tony Abbott et Julie Bishop envisagent des conséquences si les exécutions devaient avoir lieu. Certaines conséquences pourraient comprendre le retrait de l'ambassadeur australien en Indonésie, la suspension de visites officielles, la limitation ou l’arrêt du budget annuel d'aide de l’Australie vers l’Indonésie (AUD $581.0 millions en 2014 et AUD $605.3 millions estimés pour 2015), ou encore la cessation de la coopération entre les deux pays.
Quelques heures après l’exécution, au matin du 29 avril 2015, le gouvernement australien annonce la décision sans précédent de rappeler Paul Grigson, son ambassadeur en Indonésie  dès la fin de la semaine. Il sera alors consulté par le gouvernement sur l'avenir des relations entre l'Australie et l'Indonésie. L'Australie suspend les contacts ministériels,.

## Conclusion
Tan Duc Thanh Nguyen meurt d'un cancer dans un hôpital de Jakarta le 9 mai 2018, et Renae Lawrence est libéré en novembre de la même année, à la suite d'une remise de peine.
Le 15 décembre 2024, après plus de 19 années d'incarcération, les cinq australiens encore emprisonnés, Martin Stephens, Michael Czugaj, Scott Rush, Matthew Norman et Si Yi Chen, sont libérés après un accord entre l'Indonésie et l'Australie, et rapatriés dans leur pays,.